# Southern Leyte
Koordinaten: 10° 20′ N, 125° 5′ O
Southern Leyte ist eine Provinz der Philippinen in der Region Eastern Visayas (Region VIII). Southern Leyte war eine Unterprovinz der ehemaligen großen Provinz Leyte, ehe diese in zwei Provinzen aufgeteilt wurde.
Hauptstadt von Southern Leyte ist Maasin City; der Gouverneur heißt Roger Mercado.
Limasawa, eine Inselgemeinde im südlichen Teil der Provinz, ist historischen Quellen zufolge der Ort, an dem Ferdinand Magellan die erste christliche Messe auf den Philippinen hielt, weshalb er als Geburtsort des Christentums auf dem Inselstaat gilt.

## Geographie
Die Provinz Southern Leyte nimmt den südlichen Teil der Insel Leyte ein. Sie wird im Norden von der Provinz Leyte begrenzt, im Osten von der Straße von Surigao, im Süden von der Mindanaosee und im Westen von dem Canigao-Kanal, der sie von der Nachbarinsel Bohol trennt.

### Topographie

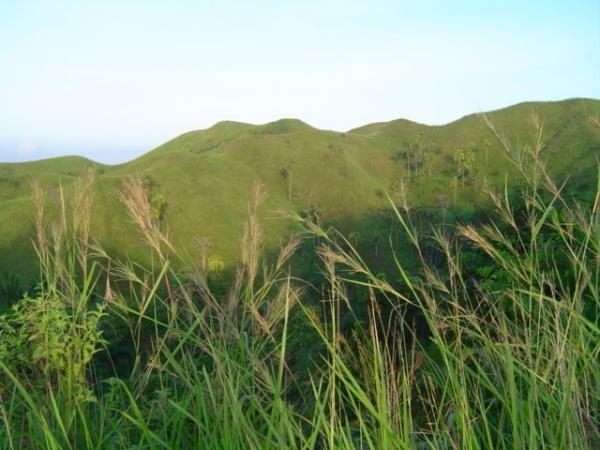
Grün bewachsene Hügel nahe der Stadt Maasin City

Die Topographie der Provinz ist entlang der Küstengebiete durch relativ flache Ebenen charakterisiert, auf denen die Siedlungszentren liegen. Im Landesinneren ist das Gebiet dagegen felsig und von Bergen durchzogen.
Zur Provinz gehören über 93 kleinere und größere Flüsse, darunter 18 Hauptströme, zu denen der Amparo River in Macrohon, der Canturing River in Maasin City, der Das-ay und der Pondol River in Hinunangan, der Divisoria River in Bontoc, der Hitungao und der Lawigan River in San Juan, der Maag River in Silago und der bedeutendste Fluss, der Subang Daku River in Sogod gehören.
Zu Southern Leyte gehören des Weiteren vier Inseln: Panaon Island, Limasawa, San Pedro Island und San Pablo Island.
Der höchste Berggipfel der Provinz ist mit 948 m über dem Meeresspiegel der Mount Nacolod in Hinunangan. Junges vulkanisches Gestein findet sich jedoch überall im Provinzgebiet und bedeckt die Gipfel der Bergzüge des Mount Cabalían an der pazifischen Seite, ebenso wie die des Mount Nelangcapan im Gebiet von Panaon.
Die Gesamtfläche beträgt 1734,8 km²; dies entspricht ¼ der Fläche der Insel Leyte.

### Geologische Probleme
Der Subangdaku River, der größte Fluss der Provinz, stellt für das Gebiet ein wiederkehrendes Problem dar. Er kann als ein Flussgeflecht angesehen werden, das aus vielen Kanälen besteht, die sich, aus zentralen Gebieten kommend, zuerst verteilen, um sich danach wieder zu einem Wasserlauf zu vereinen. Dadurch entsteht ein Fächer von Strömen, die in ihrer Gesamtheit eine weit ausgedehnte Flussaue bilden. Als solche entwickelt sich der Fluss bei einem Taifun und den damit verbundenen heftigen Regenfällen schnell zu einem gefährlichen Strom. Manchmal tritt der Fluss über die Ufer und flutet dann die tiefer gelegenen Gemeindegebiete von Liloan und San Vicente, wobei die Wassermassen große Teile der Ernteflächen zerstören. Als Ursache für die Überflutungen nennt die Lokalverwaltung die Kanalisierung und den unkontrollierten Abbau von Sand und Kies in Steinbrüchen entlang des Flusslaufes.
Die Provinz liegt innerhalb der philippinischen Riffzone. Die Hauptfaltlinie dieser Zone durchläuft dabei die Gemeinden Sogod, Libagon und St. Bernard und reicht über San Juan bis nach Panaon Island. Aus diesem Grunde ist die Provinz als ein erdbebengefährdetes Gebiet einzustufen. Tatsächlich wurde Southern Leyte in den Jahren 1907 und 1948 von zwei starken Beben mit einer Stärke von 6,9 und am 5. Juli 1984 von einem weiteren mit einem Ausschlag von 6,4 auf der Richterskala erschüttert.
Das Amt für Bergbau und Geowissenschaften gab für die Provinz eine Warnung heraus, die sich auf die natürlichen und geologischen Merkmale stützt, die diese Gegend im Besonderen für Erdrutsche und Überschwemmungen anfällig machen. Man benannte vier Gründe, weshalb die Provinz ein erhöhtes Gefährdungspotential aufweist: Ungewöhnlich starke Regenfälle, zahlreiche brüchige und beschädigte Felsen, durchnässte Abhänge und das Fehlen von umfangreicher Vegetation, die das Erdreich festigt.

## Demographie und Sprache
Die Provinz hat die zweitgeringste Bevölkerungszahl des Bezirks. Gemäß der Volkszählung von 2000 hat sie 360.160 Einwohner, womit sie den 18. Platz der einwohnerschwächsten Provinzen des Landes einnimmt. Mit einer Bevölkerungsdichte von 208 Menschen pro km² belegt sie lediglich den 42. Platz.

### Ethnische Gruppen
Während sich der größte Teil der Bevölkerung (80,8 %) zu der Volksgruppe der Bisaya oder Binisaya zählt, gehören 16,6 % den Boholano und 5,1 % den Cebuano an. Weitere ethnische Minderheiten sind Tagalog, Waray und einige ausländische Volksgruppen.
Auf Panao, einer Insel im Südosten der Provinz, lebt ein indigenes Volk, das unter dem Namen Kongking oder verschiedentlich auch Mamanwa bekannt ist, was so viel heißt wie Bergvolk. Man nimmt an, dass diese Gruppe von der Insel Mindanao eingewandert ist, wo sie heute noch in Teilen von Agusan del Norte leben. Ihre Migration von der Insel begründete sich in der wachsenden Militarisierung auf Mindanao und dem Eindringen von Holzfäller- und Bergbauunternehmen Anfang der 1980er Jahre, die sie aus ihren angestammten Bereichen verdrängten. Die Angehörigen dieses Volkes zeichnen sich durch einen dunklen Teint, lockiges Haar und einen kleinen Körperbau aus. Das Jagen und Sammeln sowie das Weben von Matten und Bearbeiten von Rattan sind die maßgebenden wirtschaftlichen Aktivitäten der Mamanwas, weswegen sie vornehmlich die bewaldeten Gebiete in den Bergregionen von Southern Leyte bewohnen.

### Sprache
Die Muttersprache der meisten Bewohner ist Cebuano. An zweiter Stelle steht Wáray-Wáray, gefolgt von dem Dialekt Boholano, was sich aus der Nähe der Insel Bohol begründet. Weiterhin sind Tagalog, Englisch und Spanisch geläufige Kommunikationsmöglichkeiten.

### Religion

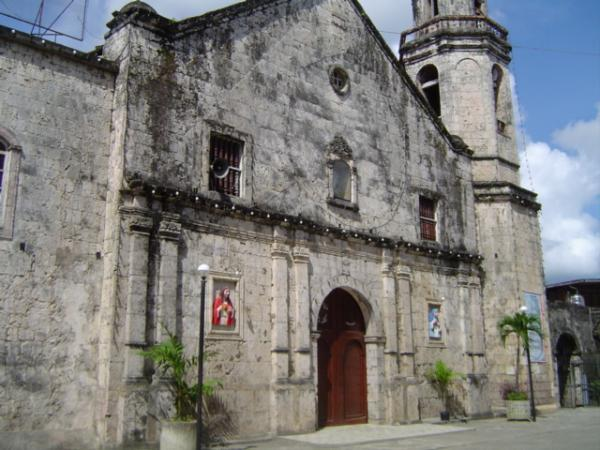
Madonna von Assumption, Kathedrale in Maasin City

Von Limasawa, einer Inselgemeinde im Süden, wird angenommen, dass sie der Schauplatz der ersten christlichen Messe und damit der Geburtsort des Christentums auf den Philippinen war.
Die absolute Mehrheit der Bevölkerung, 87,28 %, ist römisch-katholisch, wobei traditionell heidnische Glaubenstendenzen gleichzeitig in der Religion präsent sind. An zweiter Stelle folgen die Anhänger der Aglipayan mit 4,51 % und die Evangelisten. Andere in der Provinz vertretene Religionsgemeinschaften sind die Iglesia ni Cristo, die Zeugen Jehovas und die Siebenten-Tags-Adventisten.
Eine Kirche aus der Zeit der spanischen Kolonialherrschaft findet man im Stadtzentrum von Maasin. Die Kirche ist mit einem Ornamentaltar und Bildnissen verschiedener Heiliger ausgestattet.
Die Menschen der Provinz sind jedoch immer noch von heidnischen Einflüssen aus der vorspanischen Zeit geprägt und bieten den Naturgeistern häufig Gaben an, bevor sie ihre Felder bepflanzen. So opfern die Bauern noch heute Hühner oder Schweine, um die Elemente und das Schicksal gnädig zu stimmen.

## Wirtschaft
Generell sind Reis und Mais die Grundnahrungsmittel der Bewohner der Provinz. Die Bergvölker bevorzugen Wurzelgemüse, das in ihren Gebieten im Überfluss gedeiht. Weitere Nutzpflanzen sind Bananen, Zuckerrohr, Kokosnuss und Abacá. Daneben werden aber auch andere Arten von Gemüse angebaut.
Die Faser der Abacapflanze ist die bedeutendste Lebensgrundlage der Provinz. Vor allem viele Frauen haben sich auf die handwerkliche Verarbeitung der Abacafasern spezialisiert, was in diesem Gebiet als Tagak oder aufgespulte Abacafaser bekannt ist. Aus dem halbfertigen Produkt wird Sinamay oder handgewebte Kleidung gefertigt bzw. es wird zu Tinagak, einem fertigen Vorprodukt für andere Erzeugnisse, weiterverarbeitet. Die in der Provinz produzierten Waren werden schließlich über Manila nach Japan exportiert.
Neben den auf Abacafasern basierenden Produkten werden auch Keramiken und handwerklich bearbeitete Gegenstände aus Kokosnuss und Bambus produziert. Weitere Wirtschaftsfaktoren der Provinz sind die Fischerei, die Tierhaltung und die Geflügelzucht.

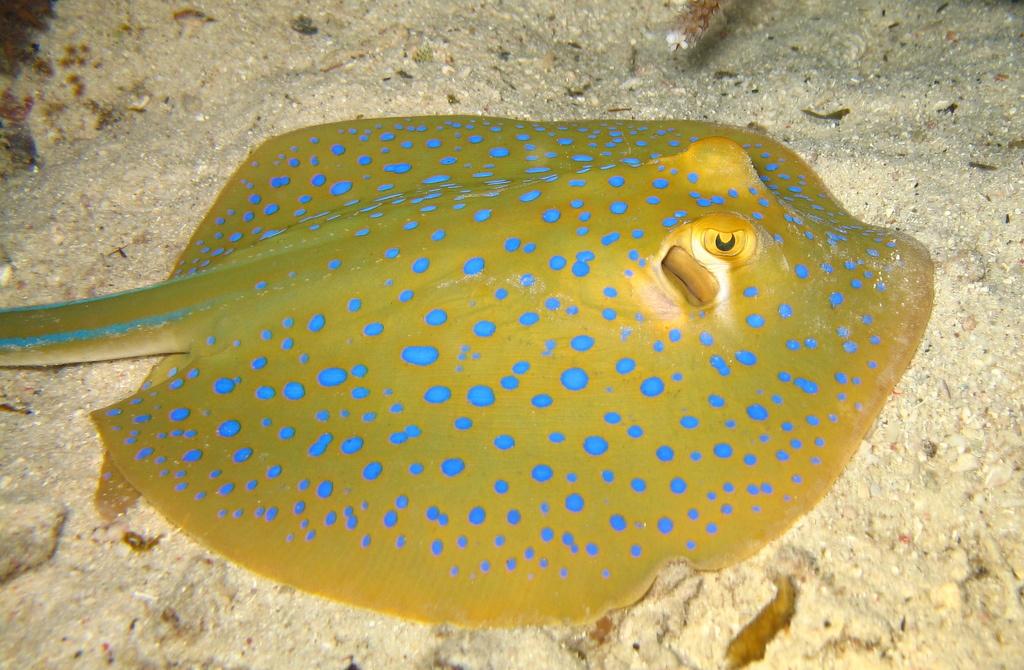
Ein blaugepunkteter Stachelrochen an der Küste der Provinz

Die Provinz gilt, mit ihren Fähren, Highways und Übergängen zu Samar, als ein wichtiger Teil des Inlandtransportsystems des Landes. Southern Leyte verfügt über 12 Seehäfen, von denen zwei als Nationalhäfen deklariert sind. Über Fährverbindungen werden Waren und Personen zwischen Liloan und Surigao City auf Mindanao ausgetauscht. Die Überfahrt dauert ca. drei Stunden. Ein zweiter Seeweg verbindet die Provinz über den Hafen von Maasin City mit der Nachbarinsel Cebu.
Die Provinz besitzt nur einen einzigen Flughafen, der sich im Barangay Panan-awan von Maasin City befindet. Dieser Kleinflughafen hat eine Landebahn von 1.200 m bei einer Breite von 30 m, womit er sich nur für Kurzstreckenflüge eignet.
Aufgrund seiner ausgedehnten Küstenlinie und der ihr zugehörigen Inseln ist die Provinz zudem ein interessanter Anlaufpunkt für den Bade- und Tauchtourismus, der in den vergangenen Jahren stetig an Bedeutung gewinnt.

## Politische Gliederung
Southern Leyte ist politisch in 18 eigenständig verwaltete Gemeinden und eine Stadt unterteilt. Diese sind wiederum in insgesamt 501 Baranggays (Ortsteile) untergliedert.
Die Provinz wird weiterhin aufgeteilt in einen Kongress-Distrikt.

### Städte
- Maasin City

### Gemeinden
| - Anahawan - Bontoc - Hinundayan - Hinunangan - Libagon - Liloan - Limasawa - Macrohon - Malitbog | - Padre Burgos - Pintuyan - Saint Bernard - San Francisco - San Juan (Cabalian) - San Ricardo - Silago - Sogod - Tomas Oppus |

## Geschichte

### Allgemeine Historie
Ferdinand Magellan, der portugiesische Navigator und Entdecker, landete am 28. März 1521 auf der Insel Limasawa. Hier traf er den einheimischen Herrscher Rajah Kolambu und dessen Bruder Rajah Siagu, den Häuptling von Butu (auf Mindanao). An diesem Ort wurde der erste Freundschaftsvertrag in Form einer Blutsbrüderschaft zwischen Magellan und Rajah Kolambu geschlossen sowie die erste christliche Messe gehalten. Die erste Heilige Messe auf philippinischem Boden fand am 31. März 1521 statt und wurde von Kaplan Friar Pedro de Valderrama gehalten, der Magellan auf seiner Expedition begleitete.
Bereits während der spanischen Kolonialperiode war Southern Leyte als eine Unterprovinz zu der großen Provinz Leyte eingerichtet worden. Sie umfasste damals die Gemeinden von Palompon bis Hinunangan, wobei Maasin das Verwaltungszentrum bildete. Einige Ministerien der Provinzregierung waren bereits zu dieser Zeit in Maasin stationiert gewesen, um von dort aus den südlichen Teil von Leyte zu verwalten.
Historisch betrachtet war die Regierungsstadt die Verwahrungsstätte der Steuereinnahmen des Gebietes zwischen den Orten Palompon und Hinunangan. Diese wurden vom Administrado de Hacienda verwaltet, eine Position, die hierarchisch unter dem Secretario de Hacienda eingeordnet war und in seiner Bedeutung dem Schatzmeister der Provinz entsprach. Zudem wurde in Maasin ein Gericht der Ersten Instanz gegründet, in dem alle Angelegenheiten der untergeordneten Verwaltungen und andere Fälle von Palompon bis Hinunangan angehört und verfügt wurden.
Während der spanischen Kolonialperiode war das Gebiet des heutigen Southern Leyte nur spärlich besiedelt. Die ständigen Überfälle von Moro-Piraten verhinderten lange Zeit die Entwicklung und das Wachstum der Provinz. Im 19. Jahrhundert kamen Einwanderer aus den nahe gelegenen Provinzen und Inseln wie Bohol und Cebu und ließen sich in dem Gebiet der heutigen Provinz nieder.
Nachdem im Jahre 1942 eine Versammlung in Malitbog, einer Ortschaft im Osten, nicht zustande gekommen war, weil viele Führungspersönlichkeiten nicht erschienen waren, lud Ruperto Kangleon zu einer weiteren Konferenz ein, die diesmal in der Gemeinde Sogod stattfand. Die Sitzung hatte das Ziel, alle Guerilla-Truppen zu vereinen, um nach dem Ausbruch des Zweiten Weltkrieges die Streitkräfte des Commonwealth der Philippinen zu unterstützen.
Nachdem amerikanische Truppen im Oktober 1945 im Norden der Insel gelandet waren, begannen die philippinische Verteidigungstruppen und Guerillakämpfer in den südlichen Gebieten der Insel, die japanischen Imperialen Streitkräfte zu attackieren und die Befreiung von Southern Leyte einzuleiten.

### Unabhängigkeit der Provinz
Aufgrund des Wechsels der Kolonialmacht an die Vereinigten Staaten wurden zu Beginn des 19. Jahrhunderts alle Verwaltungsämter in Maasin, mit Ausnahme der Finanzbehörde, abgeschafft und nach Tacloban City, der Hauptstadt von Leyte, transferiert. Dies brachte einige bedeutsame Probleme mit sich, da es einerseits an Transportmöglichkeiten mangelte, was die Bewältigung der Regierungsaufgaben von Tacloban aus erschwerte, und es andererseits eine Sprachbarriere gab, die zwischen den Cebuano sprechenden Südwestinsulanern von Southern Leyte und den östlich gelegenen Wáray-Wáray-Sprechern bestand. Alle diese Schwierigkeiten wiesen sehr bald auf die Notwendigkeit einer Unterteilung der Insel in zwei unabhängig zu verwaltende Provinzen hin.
Zu Beginn gab es eine grundsätzliche Bewegung, die sich für ein Western Leyte aussprach und die kurz darauf von vielen Prominenten und Führungspersönlichkeiten unterstützt wurde. Sechs Anläufe wurden unternommen, um ein Gesetz für die Teilung der Provinz Leyte verabschieden zu lassen. Beim sechsten Anlauf wurde der Antrag für die Teilung von dem Kongressabgeordneten Nicanor Yñiguez eingebracht, wobei er schnell zu dem Schluss kam, dass die gewünschte Ost-West-Trennung keine Aussicht auf Erfolg versprach. Stattdessen schlug er vor, seinen eigenen Distrikt, der das südliche Gebiet der Insel einnahm, zu einer Provinz umzuwandeln.
Nach der Ablehnung des ersten Gesetzentwurfes präsentierte Nicanor Yñiguez dem Kongress den House Bill Nr. 1318, der die Bildung einer neuen Provinz Southern Leyte empfahl, die aus dem 3. Kongressdistrikt von Leyte bestehen und 16 Gemeinden von Maasin bis Silago auf dem Festland sowie die Insel Panaon Island umfassen sollte.
Der Gesetzentwurf wurde am 22. Mai 1959 mit dem Republic Act Nr. 2227, auch als „Verordnung zur Bildung der Provinz Southern Leyte“ bekannt, mit der Unterzeichnung von Präsident Carlos P. Garcia beschlossen. Am 1. Juli 1960 wurde Southern Leyte eingeweiht und der Ort Maasin zum Sitz der Provinzregierung bestimmt.
Im Jahre 2000 wurde schließlich die Gemeinde Maasin in den Status einer Stadt erhoben.

### Erdrutsche

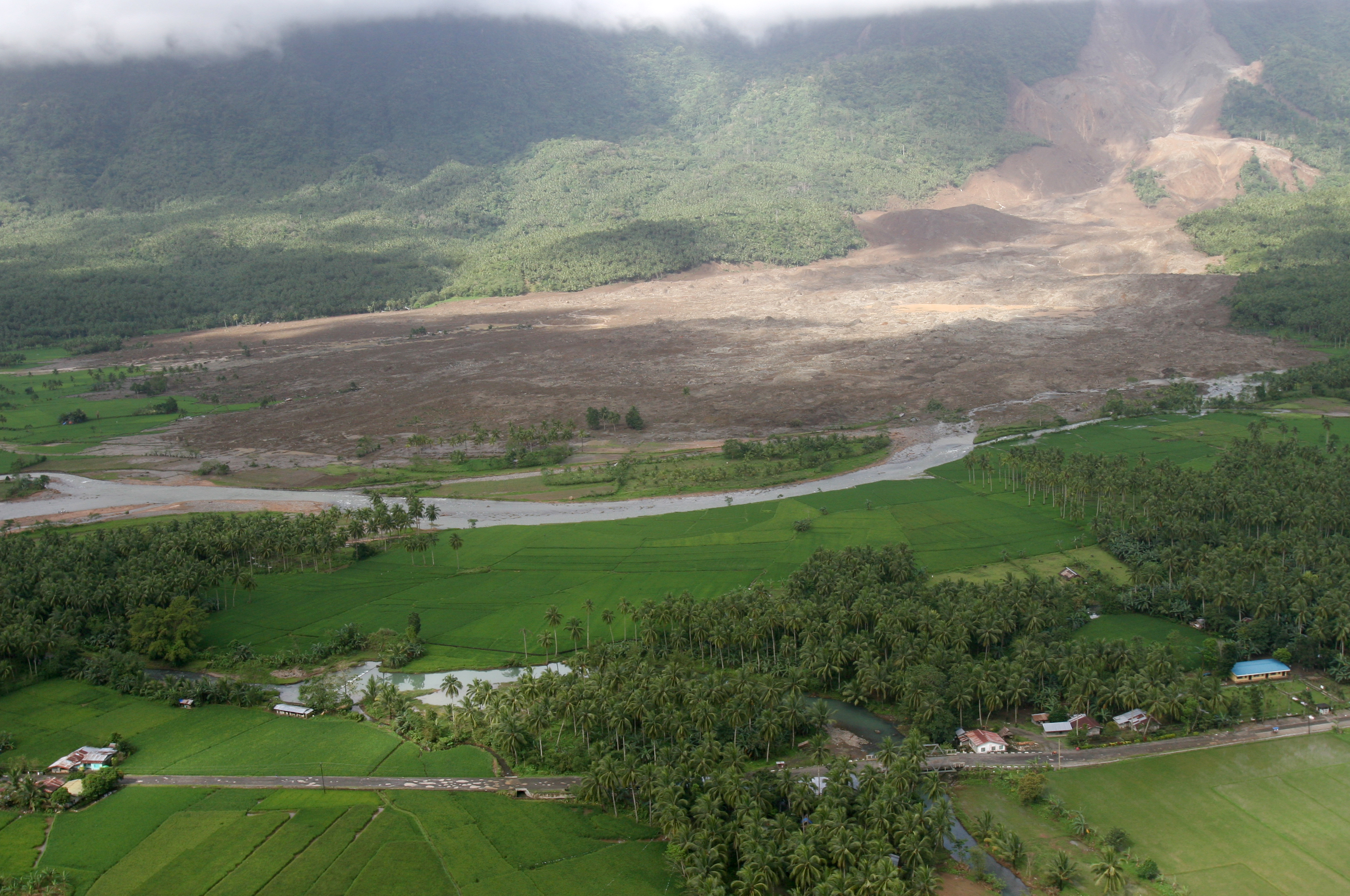
Der Erdrutsch im Jahre 2006 in Southern Leyte

Im Dezember 2003 kam es zu einem verhängnisvollen Erdrutsch, der einen Großteil der Ortschaft San Francisco zerstörte und 200 Einwohner in den Tod riss. Auslöser für die Katastrophe waren heftige Regenfälle, die in den Tagen zuvor über die Provinz hereingebrochen waren.
Am 17. Februar 2006 lösten starke Niederschläge von über 2.000 mm pro m², die von einem gleichzeitig auftretenden kleineren Erdbeben unterstützt wurden, mehrere Schlammlawinen aus, die eine Ortschaft sowie große Teile der wirtschaftlichen Infrastruktur zerstörten und Hunderte von Toten forderte. Die Gemeinde Saint Bernard war eine der am stärksten betroffenen Gebiete. Viele nationale und internationale Rettungskräfte wurden herbeigerufen, doch ihre Arbeit wurde durch die schlechten Zugangswege und das Fehlen von schweren Geräten stark behindert. Das Bergdorf Guinsaugon, ein Vorort der Gemeinde Saint Bernard, wurde komplett dem Erdboden gleichgemacht. Von den 1.857 Einwohnern überlebten mehr als 1.800 Menschen das Unglück nicht.

## Klima
In der Provinz Southern Leyte herrschen gleich zwei Klimakategorien vor, die Klimatypen II und IV.
Typ II zeichnet sich durch den Ausfall einer Trockenzeit bei einer gleichzeitig heftig eintretenden Regenperiode während der Monate November bis Januar aus. Dieses Klima dominiert maßgebend die östliche Hälfte des Provinzgebietes und beeinflusst die Gemeinden Libagon, Liloan, San Francisco, Pintuyan, San Ricardo, St. Bernard, San Juan, Anahawan, Hinundayan, Hinunangan und Silago.
Auf der anderen Seite von Southern Leyte herrscht der Klimatyp IV vor, mit über das Jahr hinweg ständig mehr oder weniger auftretenden Regenfällen. Hiervon sind maßgebend die Gemeinden Macrohon, Padre Burgos, Limasawa, Malitbog, Tomas Oppus, Bontoc und ein kleiner Teil von Sogod betroffen.
Die Provinz liegt in einem teilweise von Taifunen frequentierten Gebiet. Diese jährlich aufkommenden Taifune streifen jedoch nur den nördlichen Teil der Insel, der der Provinz Leyte angehört. Wenn ein Taifun an der Provinz vorbeizieht, dann erwartet sie zumeist heftige Regenfälle und zeitweise auftretende stürmische Winde. Dabei wird Southern Leyte mehrheitlich von Taifunen beeinflusst, die über Surigao hinwegziehen.
Im Jahre 2004 wurden eine maximale Temperatur von 30,95 °C und eine Minimaltemperatur von 20,09 °C gemessen. Die Durchschnittstemperatur lag bei 25,24 °C. In der Provinz wurden in diesem Jahr insgesamt 163 Regentage verzeichnet, bei einer totalen Regenmenge von 1.729,2 mm.

## Sehenswürdigkeiten
- Die Insel Limasawa
- Bitu-on Beach
- Das Kuting Beach Resort
- Der Magsuhot-Park
- Die Guinsohotan und Busay Falls
- Maamo Beach
- Die Stände von San Pedro und San Pablo
- Panaon Island
- Die Kathedrale von Maasin

## Hochschulen
- Southern Leyte State University